# Flötenstärling
Der Flötenstärling (Icteria virens), auch als Gelbbrustwaldsänger und  Bauchredner-Waldsänger bezeichnet, ist ein kleiner, insektenfressender Vogel und die einzige Art in der Gattung Icteria. 
Mit einer Körperlänge von fast 20 Zentimetern war der „Gelbbrustwaldsänger“ die größte Art innerhalb der Familie der Waldsänger (Parulidae). Durch molekulargenetische Studien wurde allerdings gezeigt, dass die Art näher mit den wesentlich größeren Stärlingen (Icteridae) verwandt ist. Nach neuer Systematik der IOU (2018) wird die Gattung in der eigenen Familie Icteriidae geführt. Der deutsche Name der Art wurde im Rahmen dieser Revision in „Flötenstärling“ geändert.

## Merkmale
Die Körperlänge der Individuen dieser Art liegt zwischen 17 und 19 Zentimetern; die Flügelspannweite beträgt etwa 25 Zentimetern. Das Federkleid ist auf der Oberseite olivgrün bis olivbraun. Am Bauchbereich tragen sie ein weißes Federkleid und an der Brust und am Kehlbereich ein gelbes. Die dunkelbraunen Augen sind mit halbmondförmigen weißen Kreisen über dem Auge und unter dem Auge umrandet. Über dem Auge zieht sich ein weißer Streifen bis in den vorderen Kopfbereich. An der Wange tragen sie einen länglichen weißen Fleck.

## Verbreitung und Bedrohung
Der Flötenstärling ist ein weitverbreiteter Singvogel in Nordamerika. Das Brutgebiet erstreckt sich vom Süden in Kanada bis nach Zentralmexiko. Über den Winter ziehen sie nach Mexiko und nach Zentralamerika. Durch den Verlust von Lebensräumen ist der Flötenstärling in seinem Bestand bedroht. Eine weitere Bedrohung ist der Braunkopf-Kuhstärling (Molothrus ater), der als Brutschmarotzer seine Eier in die Nester von Flötenstärlingen legt.

## Unterarten
Von der Art sind bisher drei Unterarten bekannt.
- Icteria virens auricollis (Deppe, 1830)[3] – Diese Unterart kommt im Südwesten Kanadas und dem Westen der USA vor.
- Icteria virens tropicalis Van Rossem, 1939[4] – Diese Unterart ist im Nordwesten Mexikos verbreitet. Nach IOU in I. v. auricollis enthalten.
- Icteria virens virens (Linnaeus, 1758)[5] – Die Nominatform kommt Im Südosten Kanadas über den Osten der USA in den Nordosten Mexikos vor.

Die Taxa Icteria virens danotia (Oberholser, 1974) und Icteria virens longicauda (Lawrence, 1853) werden allgemein als Synonyme betrachtet.